# السعودية في الألعاب الأولمبية
شاركت المملكة العربية السعودية في عشرة ألعاب أولمبية صيفية. أول مشاركة للسعودية في دورات الألعاب الأولمبية كانت في نسخة ميونيخ 1972، ألمانيا الغربية. لم تشارك السعودية قط في دورات الألعاب الأولمبية الشتوية. حققت السعودية خلال مشاركاتها في دورات الألعاب الأولمبية 4 ميداليات (فضيتين وبرونزيتين).

## مشاركة المرأة

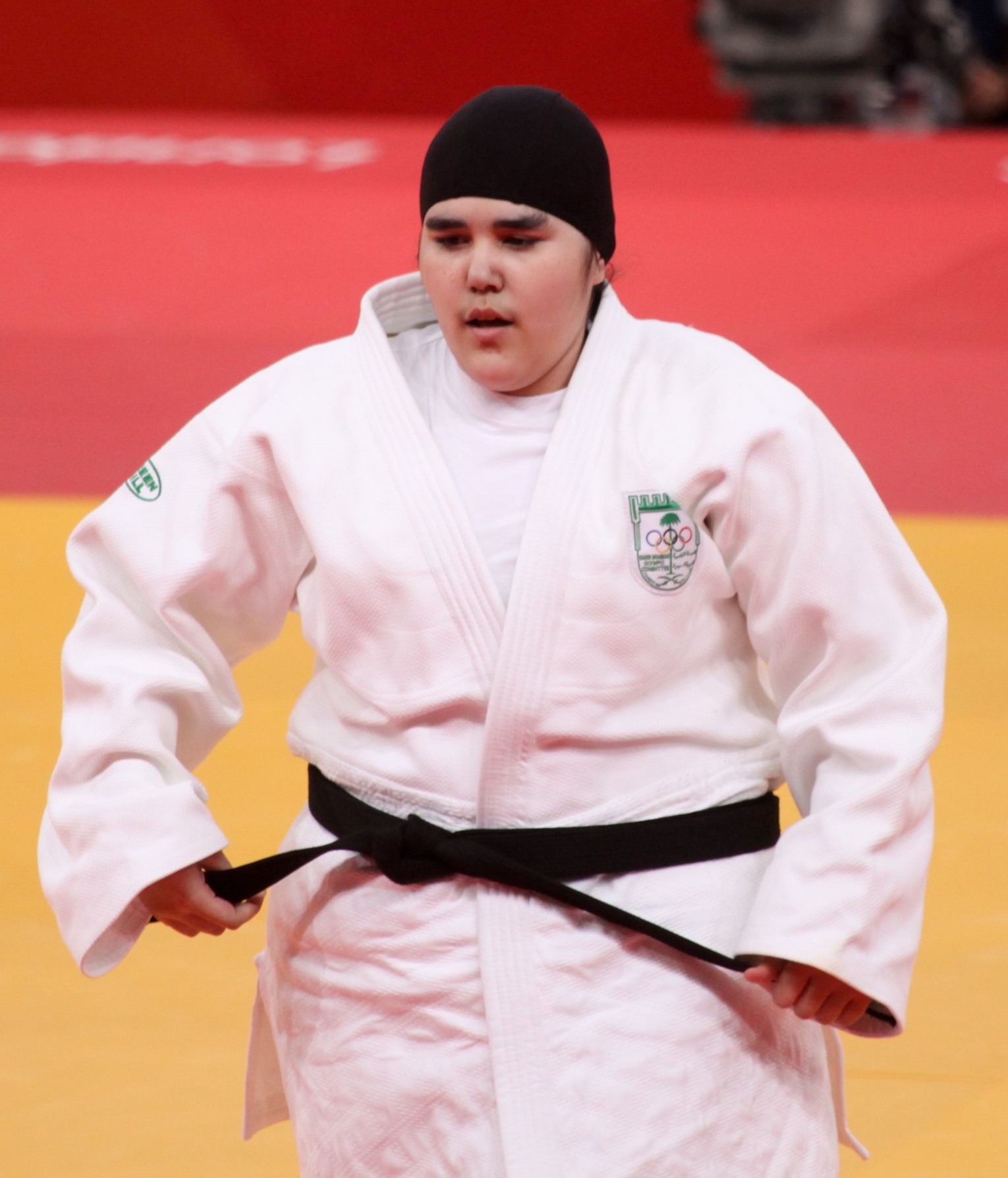
وجدان شهرخاني، أول رياضية من المملكة العربية السعودية تُشارك في مسابقة في دورة الألعاب الأولمبية، حيث شاركت في منافسات الجودو في أولمبياد صيف 2012.

بموجب القانون السعودي، كانت النساء، حتى وقت قريب، لا يُسمح لهم بالمشاركة في الألعاب الأولمبية. ومع ذلك، وفي أعقاب ضغط اللجنة الأولمبية الدولية على اللجنة الأولمبية السعودية من أجل إرسال رياضيات سعوديات للمشاركة في الألعاب الأولمبية الصيفية لعام 2012، أعلنت السفارة السعودية في لندن في يونيو 2012 أنه قد تم الاتفاق على ذلك.
كانت هناك دعوات لمنع المملكة العربية السعودية من المشاركة في الألعاب الأولمبية إلى أن سمحت للنساء بالتنافس - خاصة من أنيتا ديفرانتز، رئيسة لجنة المرأة والرياضة باللجنة الأولمبية الدولية، في عام 2010. في عام 2008، دعا علي الأحمد، مدير معهد شؤون الخليج بالمملكة العربية السعودية إلى أن تُمنع السعودية من المشاركة في الألعاب، واصفا حظر هذه الأخيرة للنساء الرياضيات انتهاكا لميثاق اللجنة الأولمبية الدولية. وأشار إلى أن التمييز بين الجنسين لا ينبغي أن يكون مقبولا أكثر من التمييز العنصري، وأشار إلى: «على مدى السنوات الـ 15 الماضية، تحاول العديد من المنظمات غير الحكومية الدولية في جميع أنحاء العالم الضغط على اللجنة الأولمبية الدولية من أجل إنفاذ أفضل لقوانينها الخاصة بحظر التمييز بين الجنسين. [. . . في حين أن [جهودها] أسفرت عن زيادة أعداد النساء الأولمبيات، إلا أن اللجنة الأولمبية الدولية كانت مترددة في اتخاذ موقف قوي وتهديد الدول التي تقوم بالتمييز بالتعليق أو الطرد.».
شاركت دلما رشدي ملحس في الألعاب الأولمبية الصيفية للشباب 2010 وفازت بالميدالية البرونزية في الفروسية (انظر المملكة العربية السعودية في أولمبياد صيف 2010 للشباب).
وافقت المملكة العربية السعودية في 12 يوليو 2012 على السماح بمشاركة رياضيتين في دورة الألعاب الأولمبية الصيفية 2012 في لندن، إنجلترا. الرياضيتان هما وجدان شهرخاني في منافسات الجودو وسارة عطار في مسابقة 800 متر. قبل يونيو 2012، كانت المملكة العربية السعودية تمنع الرياضيات السعوديات من المشاركة في دورات الألعاب الأولمبية.

## جدول الميداليات

### الميداليات حسب الألعاب
*   البلد المضيف (مضيف)
| دورات ألعاب | ذهبية | فضية | برونزية | المجموع |
| ----------- | ----- | ---- | ------- | ------- |
| 2000 سيدني  | 0     | 1    | 1       | 2       |
| 2012 لندن   | 0     | 0    | 1       | 1       |
| المجموع     | 0     | 1    | 2       | 3       |

### الميداليات حسب الرياضة
*   البلد المضيف (مضيف)
| رياضات      | ذهبية | فضية | برونزية | المجموع |
| ----------- | ----- | ---- | ------- | ------- |
| ألعاب القوى | 0     | 1    | 0       | 1       |
| الفروسية    | 0     | 0    | 2       | 2       |
| المجموع     | 0     | 1    | 2       | 3       |

## قائمة أصحاب الميداليات
| الميدالية | الاسم                                                                            | الألعاب    | الرياضة     | المسابقة                     |
| --------- | -------------------------------------------------------------------------------- | ---------- | ----------- | ---------------------------- |
| فضية      | هادي صوعان                                                                       | 2000 سيدني | ألعاب القوى | 400 متر حواجز                |
| برونزية   | خالد العيد                                                                       | 2000 سيدني | الفروسية    | القفز الفردي                 |
| برونزية   | رمزي الدهامي عبد الله بن متعب بن عبد الله آل سعود كمال باحمدان عبد الله الشربتلي | 2012 لندن  | الفروسية    | القفز الجماعي                |
| فضية      | طارق حامدي                                                                       | 2020 طوكيو | كاراتيه     | كاراتيه +75 كلغ كوميتيه رجال |

## روابط خارجية
- "Saudi Arabia". International Olympic Committee. مؤرشف من الأصل في 2019-06-24.
- "Results and Medalists—Saudi Arabia". Olympic.org. International Olympic Committee.
- "Olympic Medal Winners". International Olympic Committee. مؤرشف من الأصل في 2020-01-28.
- "Saudi Arabia". Sports-Reference.com. مؤرشف من الأصل في 2020-01-14.